# Holzhauser Wald bei Türkismühle
Das Naturschutzgebiet Holzhauser Wald bei Türkismühle liegt auf dem Gebiet der Gemeinde Nohfelden im Landkreis St. Wendel im Saarland. Das Gebiet erstreckt sich nordwestlich von Türkismühle und östlich von Sötern, beide Ortsteile von Nohfelden. Unweit südlich verläuft die A 62 und östlich die Landesstraße L 135. Am nördlichen Rand verläuft die Landesgrenze zu Rheinland-Pfalz.

## Bedeutung
Das rund 377 ha große Gebiet ist seit dem 25. Januar 2016 unter der Kennung NSG-N-6408-301 als Naturschutzgebiet ausgewiesen.